# Adhémar (hrad)

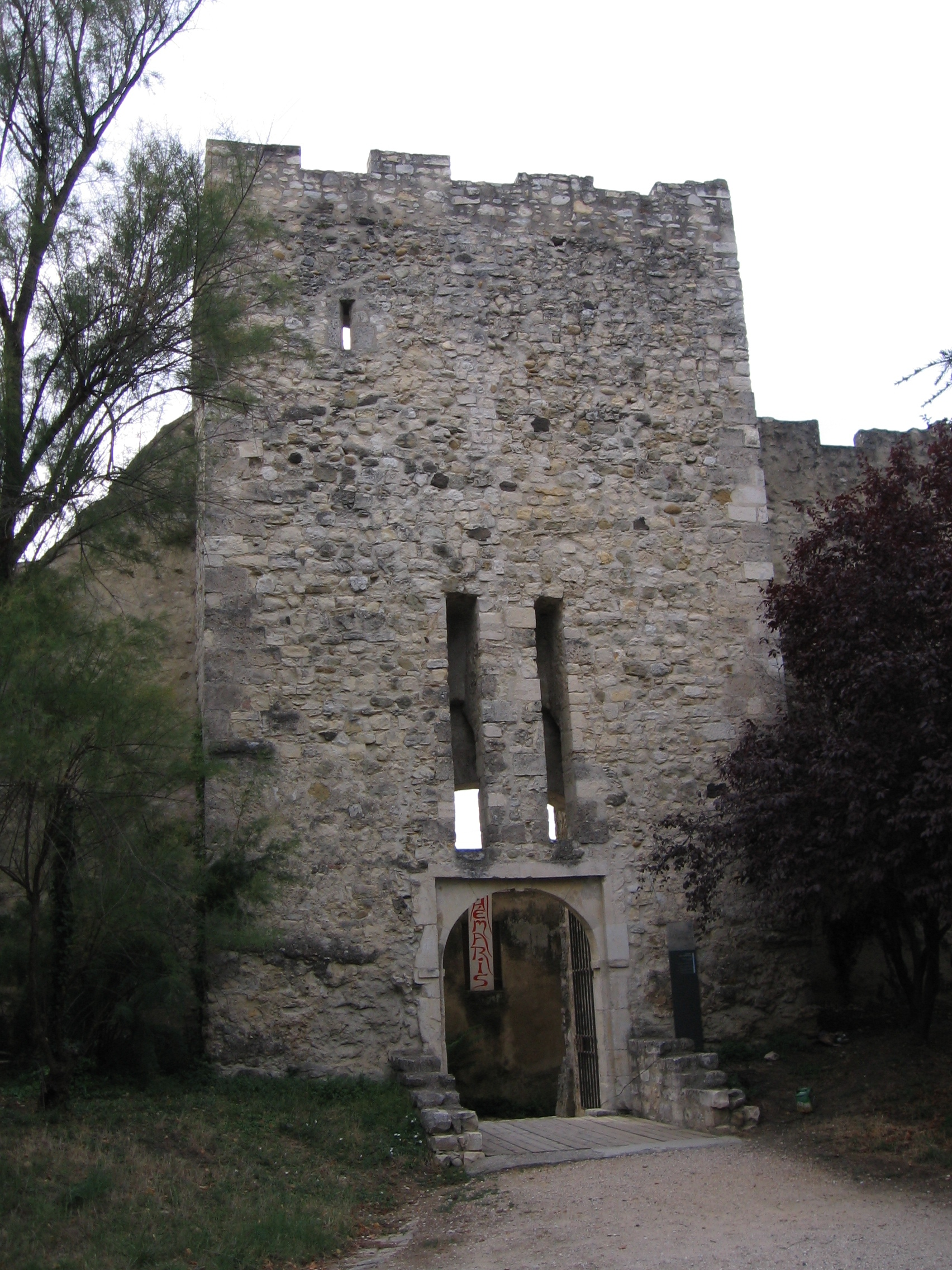
Brána hradu

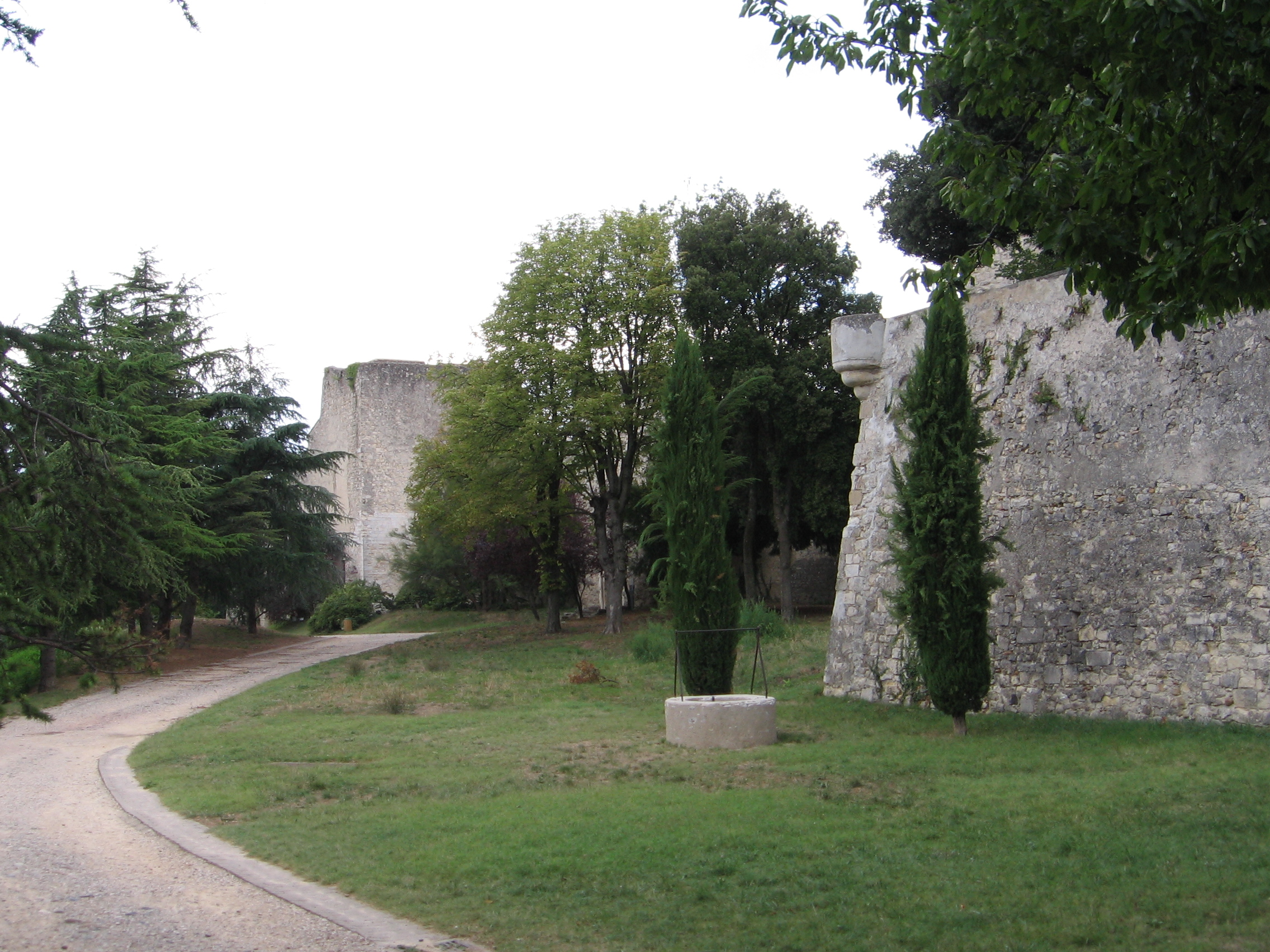
Opevnění

Château des Adhémar je hrad stojící na pahorku ve středu francouzského města Montélimar v departementu Drôme. Zámek je dnes centrum současného umění.

## Historie
Jeho původ sahá do 11. století, kdy zde nechal zbudovat své sídlo hrabě z Toulouse, vévoda z Narbonne. Do dnešní doby z něj zbylo velmi málo.
V polovině 12. století se stal majetkem rodiny Adhémara de Monteil, lorda z Rochemaure, pozdějšího lorda z Grignanu. Palác, který byl v té době postaven, se zachoval dodnes.
Ve 14. století jej získal papež a papežským hradem zůstal až do roku 1447, kdy se Montélimar stal opět součástí francouzského království. Byl místem mnoha válečných konfliktů, zvláště během náboženských válek a utrpěl značné škody. Byl přestavěn na citadelu a v mírových časech opět na pohodlné sídlo. V 15. století byl používán jako vězení.
V polovině 16. století jej Louis Adhémar přestavěl v renesančním stylu. Během Francouzské revoluce byl hrad částečně zbořen.
V letech 1791 až 1926 se stal opět vězením.

## Architektura
Hrad je považován za jeden z posledních příkladů románské hradní architektury. Má zpevněné hradby, hlásku, palác a kapli, kombinující sociální, rodinný, politický a náboženský život v jednom. Pouze Narbonská věž stojí mimo první hradby, několik metrů na sever. Z původních obytných budov z 12. století se zachovaly pouze zbytky. Jsou zde tři rozlehlé místnosti. Velkolepá výzdoba je soustředěna na galerii v prvním patře.
Donjon má tři patra. Strohá architektura, se silnými zdmi, připomíná návštěvníkům středověký původ hradu.
Hrad je na seznamu historických památek francouzského ministerstva kultury od roku 1889. Hrad byl rekonstruován díky paní Fontaine, která ho vlastní od roku 1912. Je otevřen veřejnosti a stále tu probíhá archeologický průzkum.

## Výstavy
- 2013: Guillaume Bijl, Mat Collishaw, Glenda León
- 2012: Guillaume Bardet, Olga Kisseleva, Emmanuel Régent, Marie Hendriks
- 2011: Victoria Klotz, Ann Veronica Janssens, Betty Bui, Eric Rondepierre
- 2010: Julien Prévieux, Pierre Malphettes, Delphine Balley, Yan Pei Ming
- 2009: Jean-Louis Elzéard, Magali Lefebvre, Sarah Duby, Xavier Veilhan, Jean-François Gavoty, Loris Cecchini, Yvan Salomone, Delphine Gigoux-Martin, Gilles Grand, Benjamin Seror
- 2008: Cécile Hesse, Gaël Romier, Sophie Lautru, John Armleder, Lilian Bourgeat, Christine Rebet
- 2007: Eoin Mc Hugh, Le Gentil Garçon, Marie-José Burki, Etienne Bossut
- 2006: Alina Abramov, Armand Jalut, Aurélie Pétrel, Bernhard Rüdiger, David Renaud, Philippe Durand
- 2005: Delphine Balley, Clare Langan, Christine Laquet, Stéphanie Nava, Tadashi Kawamata, Françoise Quardon, Pierre David
- 2004: Virginie Litzler, Alexandre Ovize, Nicolas Prache, Sarkis, Adam Adach, Stéphane Calais
- 2003: Krijn de Kooning, Felice Varini, Jean-Luc Moulène, Damien Beguet
- 2002: Danielle Jacqui, Daniel Buren, Ivan Fayard, Patrick Tosani
- 2001: André Morin, Alberto Giacometti, Ange Leccia,Laetitia Benat, Nicolas Delprat